# 鵯祥子
鵯 祥子，日本女性恐怖漫畫家。長崎縣出身。也以うぐいす 祥子（うぐいす さちこ）為名義發表作品。

## 概要
2003年、在『petit princess』雜誌上連載搞笑4格為其出道作。『Mystery Bonita』發表完搞笑漫画後、便於『Horror M』雜誌上，開始描繪恐怖漫画。

## 作品

### 漫畫
- 闇夜的遊戲（闇夜に遊ぶな子供たち 1）（ぶんか社 2010年3月17日初版發行）ISBN 978-4-8211-8969-4 東立出版
（株式会社トラッシュアップ 2016年7月初版發行）ISBN 978-4865380569
完整收錄單行本1卷的全部內容和追加一些短篇作品。
- 闇黑雙子（フロイトシュテインの双子）（集英社 2014年8月20日初版發行）ISBN 978-4-08-890005-6 東立出版
- 請傾聽死者的聲音（死人の声をきくがよい）共10卷（秋田書店、2017年9月20日至今）東立出版
- （ぶんか社 2015年1月1日出版發行）
- （電子書、2017年10月31日發行）

### 插圖
- （作・石川宏千花、偕成社 2016年10月初版発行）ISBN 978-4036490301
- 二ノ丸くんが調査中 黒目だけの子ども（作・石川宏千花、偕成社 2018年2月初版発行）ISBN 978-4-03-649060-8
- 夢とき師ファナ 黄泉の国の腕輪（作・小森香折、偕成社 2018年3月初版発行）ISBN 978-4-03-649070-7
- 二ノ丸くんが調査中 天狗さまのお弟子とり（作・石川宏千花、偕成社 2019年7月初版発行）ISBN 978-4-03-649110-0

## 外部連結
- うぐいすジェネレーション！（页面存档备份，存于） - 官方網站（日語）